# Ринат Ахметов
Ринат Леонидович Ахметов (на украински: Рінат Леонідович Ахметов) е украински бизнесмен и политик.
Произлиза от татарско семейство на миньор. Завършил е маркетинг в Икономическия факултет на Донецкия национален университет.
Инициатор е за учредяването на „Донгорбанк“ (1995), сега Първа украинска международна банка. Той е основател (2000) на System Capital Management и негов единствен собственик (2009). Чрез тази компания държи контролния пакет акции в над 100 промишлени предприятия – мини, металургия, енергетика, телекомуникации, банки, застраховане, медии, недвижимост и др. В предприятията на групата работят повече от 200 хил. души със средна заплата над 2 пъти по-висока от средната за страната. Притежава също и футболен клуб „Шахтьор“, Донецк.
Считан е за най-богатия украинец. Личното му състояние се оценява на 16 милиарда щатски долара към май 2012 г.
Въпреки огромното си влияние в родния си град дълго време се държи настрана от политиката, в която влиза от Оранжевата революция от 2004 г.
Женен е за Лилия Николаевна Смирнова, баща е на двама сина – Дамир и Алмир, родени съответно през 1988 и 1997 г.